# Gornja Tramošnica (Republika Serbska)
Gornja Tramošnica (cyr. Горња Трамошница) – wieś w Bośni i Hercegowinie, w Republice Serbskiej, w gminie Pelagićevo. W 2013 roku liczyła 347 mieszkańców.